# Jan Carlson
Jan Ove Mikael Carlson, född 10 maj 1960 i Ludvika, är en svensk företagsledare som är styrelseordförande, koncernchef och fram till 2018 VD för den multinationella trafiksäkerhetsföretaget Autoliv, Inc. Han är också ledamot i koncernstyrelsen för det globala telekommunikationsföretaget Ericsson sedan 2017. Carlson har tidigare varit verkställande direktör för Saab AB:s dotterbolag Saab Combitech AB (1997–1999).
Jan Carlson är civilingenjör i teknisk fysik och elektroteknik, från Linköpings universitet.